# Emili Caula i Quintanas
Emili Caula e Quintanas (Girona, 12 de março de 1921 – Girona, 2 de agosto de 2010) foi um político e desportista catalão. Atuou como goleiro, treinador e diretor de hóquei em patins, além disso, foi prefeito de Sant Gregori.

## Biografia
Jogou com o Girona HC e o GEiEG. Com o Girona ganhou dois Campeonatos da Cataluña (1941, 1942) e com o GEiEG foi vice campeão da Espanha (1947). Depois de retirar-se foi treinador do GEiEG e, posteriormente, presidente (1966–1974).
Empresário do setor alimentar e da construção. Foi vinculado a várias entidades empresariais, esportivas e cívicas, entre as quais a presidência do Sindicato Provincial da Construcción, Vidrio y Cerámica (1961–1975), a Estância de Comércio e Indústria, assumindo a vice-presidência (1951–1966) e a presidência (1966–1974) do Grupo Excursionista e Desportivo Gironí e, também a vice-presidência desde a sua fundação (1986) da Associação Gironina de Prevenção das Doenças do Coração – GICOR.
Foi Prefeito de Sant Gregori entre 1962 e 1975. Vice Presidente da Câmara Municipal e porta-voz do Grupo Municipal de AP da Prefeitura de Girona entre 1983 e 1987.

## Reconhecimentos e homenagens
- Recebeu a Medalha Presidente Macià (2001)
- Foi eleito Prefeito de Sant Gregori, (28 de junho de 1962 a 14 de novembro de 1975)